# Kajetan Michał Sapieha
Kajetan Michał Sapieha herbu Lis (ur. 13 lutego 1749 w Kodniu, poległ 23 maja 1771 pod Lanckoroną), marszałek połocki konfederacji barskiej.
Był najmłodszym synem Ignacego i Anny z Krasickich, bratem Józefa i Franciszka Ksawerego.
Od 1768 był zaangażowany w spisek mający na celu skonfederowanie całej Litwy. W początkach 1769 odbył podróż w okolice Krakowa i być może na Słowację w celu koordynacji działań konfederacji. Przez pewien czas był emisariuszem swojej kuzynki, Anny z Sapiehów Jabłonowskiej. Po klęsce konfederacji na Litwie pod koniec 1769 przejął od uchodzącego do Prus brata Józefa resztki oddziałów konfederackich, z którymi musiał jednak się szybko wycofać.
W latach 1770–1771 brał udział w szeregu akcji politycznych i militarnych na terenie Korony, m.in. w atakach na Sandomierz i Kazimierz pod Krakowem.
Poległ 23 maja 1771 w bitwie pod Lanckoroną w walce z oddziałami Aleksandra Suworowa.
Źródło historyczne na temat Kajetana Michała Sapiehy to m.in. Ewarysta Kuropatnickiego, zachowana jedynie w rękopisie. Znajdują się w niej utwory na temat śmierci Sapiehy, na przykład Wiersz na śmierć Jaśnie Oświeconego Księcia Kajetana Sapiehy Wojewodzica Mcisławskiego.